# PlayStation Eye
Le PlayStation Eye est une caméra numérique pour la console PlayStation 3. Elle succède à l'EyeToy de la PlayStation 2. Elle peut aussi être utilisée comme webcam sur un ordinateur grâce à sa connectique USB et les pilotes appropriés.

## Historique
Cet accessoire reprend le modèle de son prédécesseur, l'Eye Toy, en ajoutant diverses autres fonctions. Son créateur est Richard Marks.
La caméra utilise la vision par ordinateur et la reconnaissance des mouvements. Elle a une résolution quatre fois supérieure à l'Eye Toy pour une fréquence deux fois plus élevée. Il est possible d'enregistrer les photos en format jpeg.
Le microphone performant permet de localiser les sons dans l'espace, de réduire l'écho, ainsi que le contrôle actif du bruit. Il peut être utilisé pour la reconnaissance vocale ainsi que le chat audio.
Sony a développé une technologie permettant, selon l'entreprise, d'identifier des formes caractéristiques tels que la bouche, yeux, sourcils, nez, lunettes. Il est possible de détecter un sourire (comme la fonction Smile Shuttle des appareils photo Cyber-Shot), reconnaître la forme de la bouche, déterminer la position de la tête de l'utilisateur, son orientation, ainsi que son âge et son sexe.
L'accessoire a été distribué lors de la sortie de The Eye of Judgment et a trouvé un regain d'intérêt et de nombreux jeux lors de la sortie du PlayStation Move le 15 septembre 2010.

## Utilisations
Grâce au PlayStation Move, de nombreux jeux sortent, utilisant les capacités de la caméra, couplée avec un détecteur de mouvement. Tous les jeux compatibles PlayStation Move utilisent la PlayStation Eye et nécessitent les accessoires supplémentaires.
Gran Turismo 5 utilise le PlayStation Eye pour le head-tracking, c'est-à-dire qu'il est possible d'utiliser la caméra pour permettre plus de réalité augmentée : la caméra suit les mouvements de la tête et une rotation vers la droite de la tête est retranscrite comme le même mouvement de la part du pilote, sur l'écran.
Liste non exhaustive d'applications et jeux compatibles :
- The Eye of Judgment
- Tori-Emaki
- FaceBreaker
- Mesmerize
- Singstar
- EyePet
- LittleBigPlanet